# 哈比豪巴赫河
47°49′28″N 11°32′08″E / 47.82451°N 11.53551°E

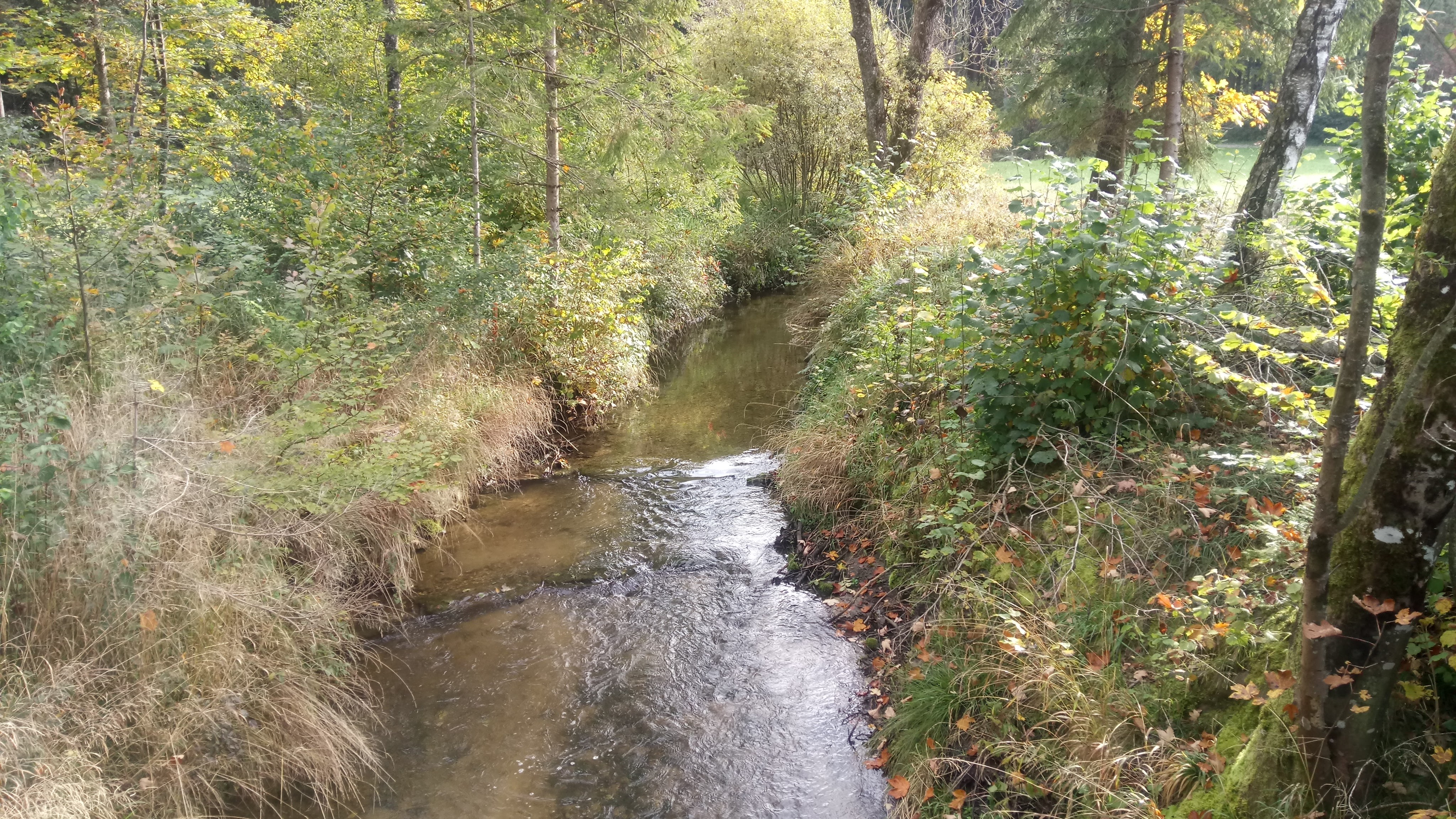

哈比豪巴赫河是德國的河流，位於該國東南部，由巴伐利亞負責管轄，屬於伊薩爾河的右支流，河道全長10.8公里，發源自巴特特爾茨東北面1公里左右。